# Spiegeltanz
Der Spiegeltanz ist ein häufiges Motiv in Ballett, Gesellschaftstanz, Pantomime, Slapstick und wird im übertragenen Sinn auch in der Literatur verwendet.

## Definition
Im Kern besteht ein Spiegeltanz aus spiegelgleichen Bewegungen eines Paars oder einer Gruppe, die sich gegenüberstehen. Mit dem Spiegeltanz wird die Kunst der synchronen Bewegung gezeigt, als wäre ein Tänzer ein Spiegelbild des anderen. Oft sind Spiegeltänze mit einer Handlung verbunden, in der eine Figur meint, ihr Spiegelbild zu sehen. Als komischer Effekt (oder auch als Horroreffekt) wirkt ein Bruch mit dieser Synchronität, weil dann das Spiegelbild „lebendig“ wird.
Seltener sind Spiegeltänze mit wirklichen Spiegeln, die dem Schattenboxen ähneln. Im Volkstanz gibt es Tanzspiele mit Spiegeln. Im übertragenen Sinn kann der Spiegeltanz ein Symbol für Abhängigkeit, Ausweglosigkeit (so wie die Spiegelfechterei), Eitelkeit oder Naivität sein.

## Beispiele
Spiegeltänze sind bereits auf altägyptischen bildlichen Darstellungen dokumentiert. In Sonetten der Renaissance wird der Spiegel häufig im Zusammenhang mit dem Topos der Vanitas gegenüber der höfischen Repräsentativität thematisiert. Im Spieglersonett Georg Rodolf Weckherlins erscheint in diesem Zusammenhang auch ein Spiegeltanz. In der Theatergeschichte gehört der Spiegeltanz zu den Lazzi der Commedia dell’arte und erscheint häufig in Pantomime und Ballett des 18. und 19. Jahrhunderts. Die Hauptfigur aus der Oper Silvana (1810) von Carl Maria von Weber vollführt einen auf den Bühnen des 19. Jahrhunderts beliebten Spiegeltanz.

## Varieté
Das Prinzip des Spiegeltanzes wurde Ende des 19. Jahrhunderts auch von Varieté-Komikern für die berühmt gewordene Gag-Routine übernommen, in der ein Darsteller einen anderen imitiert, während dieser meint, sein Spiegelbild zu sehen. Für diesen Trugschluss verantwortlich ist oft ein zerbrochener Spiegel, vor bzw. hinter dem die beiden Akteure ihren „Tanz“ ausüben.
Diese Routine war z. B. Bestandteil eines französischen Theaterstücks von H. A. du Souchet, das 1894 veröffentlicht wurde. Unter dem Titel My Friend from India gab es davon 1896 auch eine amerikanische Fassung, die im selben Jahr am Broadway ihre Uraufführung erlebte. 1897 wurde die Farce von Justin Huntley McCarthy für die Londoner Bühnen überarbeitet, wo sie unter dem Titel My Friend the Prince lief.
Ab 1899 tourten die amerikanischen Lyman Twins mit ihrer Komödie A Merry Chase, die ebenfalls eine Spiegel-Routine beinhaltete. In Deutschland traten Anfang der 1910er Jahre die Gebrüder Schwartz mit ihrem gleichgearteten 15-minütigen Sketch Der zerbrochene Spiegel auf (der im Dezember 1912 von Max Linder im Berliner Wintergarten gesehen wurde).

## Film
Bald darauf kam der Gag auch in Filmkomödien zum Einsatz; die berühmteste von zahlreichen Versionen findet sich in Die Marx Brothers im Krieg (1933). Weitere Beispiele gab es u. a. in folgenden Filmen:
- 1912: His Double (Kurzfilm von Alice Guy-Blaché)
- 1913: Le duel de Max (Langfilm mit Max Linder – zeitgenössischen Kritiken zufolge nahm die „Spiegel-Szene“ im Film breiten Raum ein; wegen Urheberrechtsproblemen mit den Gebrüdern Schwartz bzgl. ebenjener Szene lief der Film in einigen Ländern deutlich gekürzt)
- 1913: Kri Kri domestico (Kurzfilm mit Raymond Frau alias Kri Kri; die Szene ist hier wesentlich ausgefeilter und gagreicher als bei Guy-Blaché, was wahrscheinlich dem Linder-Film geschuldet ist)
- 1914: My Friend from India (Kurzfilm nach dem Bühnenstück)
- 1916: The Floorwalker (Kurzfilm mit Charlie Chaplin – die betreffende Szene mit Lloyd Bacon als Double kommt ohne Spiegel aus)
- 1919: Rolling Stone (Kurzfilm von Charley Chase mit Chaplin-Imitator Billy West und Leo White – auch hier kein Spiegel)
- 1919: The Marathon (Kurzfilm mit Harold Lloyd)
- 1921: Seven Years Bad Luck (Langfilm mit Max Linder)
- 1924: Sittin’ Pretty (Kurzfilm mit den Brüdern Charley Chase und James Parrott)
- 1927: My Friend from India (Langfilm-Remake des Kurzfilms gleichen Titels, mit Franklin Pangborn)
- 1933: Duck Soup (Groucho und Harpo Marx; Regisseur Leo McCarey hatte zuvor auch Chases Sittin’ Pretty inszeniert)
- 1937: Lodge Night (Kurzfilm mit Andy Clyde)
- 1940: Sieben Jahre Pech (Wolf Albach-Retty und Theo Lingen)
- 1944: Idle Roomers (Kurzfilm mit den Three Stooges – Curly Howard sieht sich hier einem Wolfsmenschen gegenüber)
- 1944: Lost in a Harem (Abbott und Costello)
- 1944: The Princess and the Pirate (Bob Hope)
- 1946: Never Say Goodbye (Errol Flynn)
- 1958: The Square Peg (Norman Wisdom)
- 1988: Big Business (Bette Midler)
- 2010: Otto’s Eleven (Otto Waalkes und Olli Dittrich)

Der Gag fand zudem Eingang in Zeichentrickfilme und ins Fernsehen, bekannte Beispiele sind Goofy in Einsame Geister (1937) sowie Lucille Ball und Harpo Marx in einer Folge der Fernsehserie I Love Lucy.

## Sonstiges
Ein 1994 erschienener Science-Fiction-Roman von Lois McMaster Bujold heißt Spiegeltanz.